# داود الشامي
داوود الشامي  (25 نوفمبر 1959 -)، ممثل سوري.

## أعماله

### المسرح
- حمام شمس النهار
- عريس لبنت السلطان
- حفلة على الخازوق
- أسرار الشاطر حسن
- فاوست والأميرة الصلعاء
- هبوط تيمورلنك
- الصندوق والأقفال

### الإذاعة
- الجمل المسحور
- شجرة اللؤلؤ بعناقيدها
- القاضي
- الخروج من الظل
- ظواهر طبيعية

### السينما
- الليل
- صعود المطر
- A1
- صح النوم

### التلفزيون
- كان ياما كان
- رسائل أبي سعيد
- مذكرات عائلية
- ظرفاء ولكن
- يوميات مدير عام
- داود في هوليوود
- الرجل الآلي
- أمانة في أعناقكم
- أحلام أبو الهنا
- النصية
- أم ربيع
- الراية والغيث
- أنصاف مجانيين
- أحلام لا تموت
- الفراري
- الدغري
- أهلي وأهلك
- درب التبان
- خوخ ورمان
- عودة غوار
- الشريد
- عيلة نزهة خانم
- طيارة من الورق
- ابتسامات وألحان
- عيلة خمس نجوم
- القلاع
- كثير من الحب كثير من العنف
- أيام شامية
- ليالي الصالحية دور ماجد الحلاق
- باب الحارة الجزء الثالث بدور أبو الطماير

- الدبور الاول والثاني بدور سالم القهوجي